# Иван Чорбаджиев
Иван Атанасов Чорбаджиев е български революционер, деец на Вътрешната македоно-одринска революционна организация.

## Биография
Димитър Илиев е роден в демирхисарското село Хаджи бейлик, тогава в Османската империя. Присъединява се към ВМОРО. При избухването на Балканската война участва в Македоно-одринското опълчение, в четата на Панайот Карамфилович. Загива в сражение на 21 октомври 1912 година.